# Eugène Lefebvre
Pour les articles homonymes, voir Eugène Lefebvre (homme politique) et Lefebvre.
Eugène Lefebvre (4 octobre 1878 à Corbie, - 7 septembre 1909 à Juvisy-sur-Orge) était un pionnier de l'aviation, premier pilote au monde à mourir aux commandes d'un avion motorisé.

## Biographie

### Jeunesse et formation
Eugène Lefèbvre est issu d'une famille d'ouvriers hautement qualifiés, son grand-père, son père et son oncle s'étaient spécialisés dans le montage de charpentes métalliques. Ils participèrent en Russie à la construction de chemins de fer et en France à la construction de gares, de ponts, d'écluses portuaires. Son père, Ernest Lefèbvre décéda en 1895, des suites d'un accident de bicyclette.
Eugène Lefèbvre fut un élève brillant de l'école communale puis de l'école primaire supérieure de sa ville natale ce qui lui permit d'être admissible au concours d'entrée à l'École des Arts et métiers de Châlons-sur-Marne, en 1895. Ce concours étant ouvert à plusieurs écoles, Eugène Lefèbvre opta pour l'Institut industriel du Nord (École centrale de Lille) dont il sortit ingénieur diplômé en électricité, en 1898. Il travailla de 1898 à 1907 à la Société du Froid industriel, rue de Turbigo à Paris dirigée par Charles Lambert. Il se rendit à l'étranger pour installer des machines frigorifiques (Algérie, Pays-Bas, Allemagne, Russie). Puis, il se lança dans les affaires et monta à Paris une entreprise de vente d'automobiles et de pièces détachées.

### Un sportif accompli
Après s'être adonné à la boxe, Eugène Lefèbvre renoua avec la tradition familiale et pratiqua la compétition cycliste. Son père avait fondé, en 1888, le Cyclo Sport corbéen qui s'illustra, à l'époque, par les nombreux succès remportés par ses membres. Eugène Lefèbvre participa avec des camarades à plusieurs compétitions. À Lille, pendant ses études, il pratiqua le tandem et participa, entre autres, à la fête du vélodrome de Lille le 31 octobre 1897 organisée par l'Association vélocipédique des Amateurs du Nord et arriva troisième de la compétition.
C'est à son retour de Russie qu'Eugène Lefèbvre s'intéressa à l'aviation.

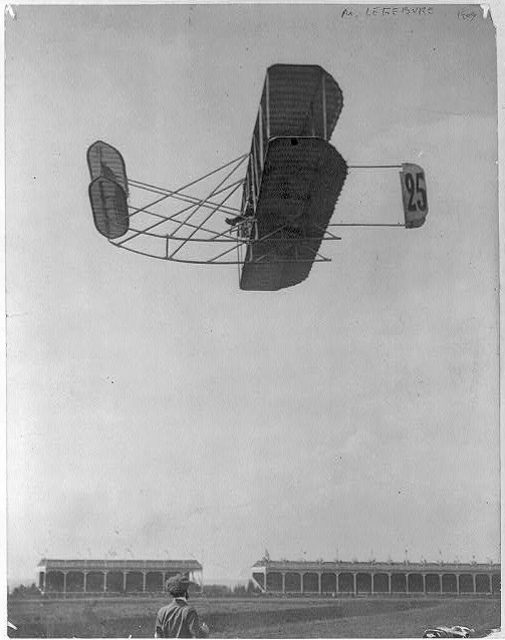
Eugène Lefebvre à la Grande Semaine d'aviation de la Champagne de Reims (septembre 1909).

### Un pionnier passionné et intrépide
Eugène Lefèbvre choisit de se mettre au service des Frères Wright, deux Américains fabricants de bicyclettes et avionneurs. La Compagnie générale de Navigation aérienne fut créée, en France, en 1908, pour fabriquer des avions Wright. Le Wright Flyer fut le premier avion de la marque à participer à un meeting aérien. La société Ariel, à Paris, fondée en 1909, fut la première société commerciale d'avion jamais créée. Elle était concessionnaire des avions Wright. Son directeur était Michel Clemenceau, fils de Georges Clemenceau.
Eugène Lefèbvre effectua ses premiers vols en Hollande en juillet 1909.
Il effectua, fin août 1909, à Reims, au cours du premier meeting aérien international de la Grande Semaine d'aviation de la Champagne, une démonstration aérienne qui est considérée comme le premier vol acrobatique de l'histoire de l'aviation. Sa notoriété était désormais établie.
Il a été le premier pilote au monde à mourir aux commandes d'un avion motorisé, le 7 septembre 1909 sur le terrain de Port-Aviation (Essonne),. Les causes de l'accident n'ont pas pu être établies : défaillance humaine ou technique?

## Pour approfondir